# Литературная библиотека
«Литерату́рная библиоте́ка» — журнал, выходивший в Санкт-Петербурге с 1866 по 1868 год.

## История
Журнал «Литературная библиотека» выходил в Санкт-Петербурге с 1 октября 1866 года 2 раза в месяц, в 1868 году — ежемесячно.
Издавал и редактировал журнал Ю. М. Богушевич.
Издание представляло собой общественно-политический и литературный журнал, программа которого сводилась к проповеди «нравственного самоусовершенствования», которое противопоставлялось «бесцельной» политической борьбе.
Журнал вёл систематическую травлю революционно-демократической прессы и демократической интеллигенции, отстаивал идеи религиозного идеализма и панславизма. «Литературная библиотека» выступала в защиту классической системы образования для состоятельных слоев населения, против образования для народа и женщин. В беллетристическом отделе печатались «антинигилистические» романы. Общественного значения журнал не имел и служил мишенью для насмешек демократической печати. Д. И. Писарев называл «Литературная библиотека» «собранием литературных инсинуаций и абсурдов».
В журнале принимали участие В. Г. Бенедиктов, П. А. Вяземский, В. П. Клюшников, Н. С. Лесков, Я. П. Полонский, Ф. И. Тютчев, А. А. Фет и др.